# Groenoord (Leiden)
Groenoord is een wijk in Leiden-Noord, in de Nederlandse stad Leiden. 
De wijk, ten noorden van de Leidse binnenstad, is vernoemd naar het verdwenen landgoed Groenoord, waar de schilder Floris Verster leefde, werkte en in 1927 stierf. Groenoord wordt in het zuiden begrensd door de Maresingel, in het westen door de Haarlemmertrekvaart, in het noorden door de Slaaghsloot en de Oude Lijn en in het oosten door de Gooimeerlaan en de Driemanschapskade.
De Willem de Zwijgerlaan verdeelt Groenoord in twee delen: Groenoord-Zuid en Groenoord-Noord.
Groenoord is in de 21e eeuw aan grote veranderingen onderhevig. Op het voormalige slachthuisterrein wordt de nieuwe buurt Nieuw Leyden gerealiseerd en de Willem de Zwijgerlaan ondergaat een metamorfose. Ook hebben de bekende Groenoordhallen plaatsgemaakt voor een nieuwe woonwijk in Groenoord-Noord.
Sinds de jaren '30 stond in Groenoord de grootste vuurwerkfabriek van Nederland: Kat. Dit bleef zo toen het gebied vastgroeide aan de stad, maar de Vuurwerkramp in Enschede maakte er in 2000 een einde aan en Kat werd gesloten.

## Externe link

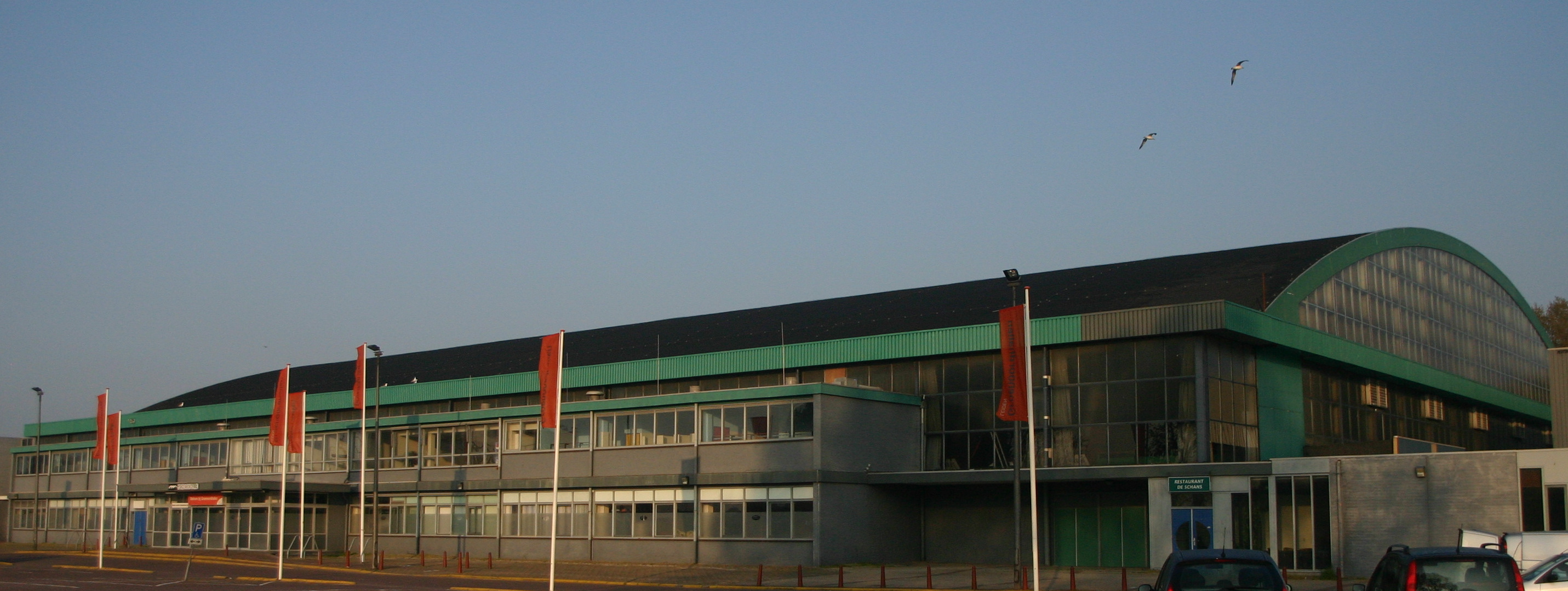
Groenoordhallen (gesloopt in 2012)